# ТЧ-2 «Узбекистан»
{{noiclude}} к переименованию #перенаправление [[Ташкент]]
1. ↑  Пэнфэй Лю. ТЕКУЩАЯ СИТУАЦИЯ И БУДУЩЕЕ ХУДОЖЕСТВЕННОГО И ДИЗАЙНЕРСКОГО ОБРАЗОВАНИЯ В КИТАЕ // ТЕКУЩАЯ СИТУАЦИЯ И БУДУЩЕЕ ХУДОЖЕСТВЕННОГО И ДИЗАЙНЕРСКОГО ОБРАЗОВАНИЯ В КИТАЕ. — ICSP "NEW SCIENCE", 2024.